# Согдиана
Согдиана е провинция на Ахеменидското царство, осемнадесетата в списъка от Бехистунския надпис на Дарий Велики. Територията ѝ съответства на днешните области Самарканд и Бухара в Узбекистан.

## История
Согдиана е разположена северно от Бактрия, между Амударя и Сърдаря, включвайки плодородната долина на Зеравшан. Александър Велики обединява Согдиана и Бактрия в една сатрапия. По-късно тя става част от Гръко-бактрийското царство, докато е завладяна от скитите през 3 век пр.н.е. Потомци на согдийците и бактрийците са днешните таджики.

## Согдийски език
Согдийците са говорили на източноирански език, наречен согдийски, тясно свързан с бактрийски, хорезмийски и хотански език Сака, широко разпространен източноирански език в Централна Азия в Древността. Согдиански език е бил известен и в оазисния град-държава Турфан в района на басейна Тарим в Северозападен Китай (в съвременния Синцзян). Съдейки по согдийския надпис в Бугут, Монголия, написан в 581 г., согдийският език е бил и официален език на Първия тюркски каганат, създаден от Гьоктурките.
Согдийският е записван основно в три писмености: согдийска азбука, сирийска азбука и манихейска азбука, всяка от които произлиза от арамейската азбука и които са били широко използвани както в Ахеменидската, така и в Партската империя на древен Иран. Согдийската азбука е в основата на староуйгурската азбука от 8 век, която от своя страна е използвана за създаване на монголската писменост на ранната Монголска империя през 13 век.
Народът Ягноби, живеещ в провинция Таджикистан Согд, все още говори диалект на согдийския език. Ягноби е до голяма степен продължение на средновековния согдийски диалект от региона Усрушана в западната Ферганска долина. По-голямата част от согдийския народ се асимилира с други местни групи като бактрийците, хорезмийците и по-специално с персите и стават персийско говорещи (фарси). През 819 г. персите основават Саманидска държава в региона. Те са сред предците на съвременните таджики. В съвременния таджикски език могат да се намерят множество согдийски връзки, въпреки че последният е западноирански език.